# Puerto Guadal
Puerto Guadal es una aldea ubicada junto al lago General Carrera en la bahía Guadal, a 115 kilómetros de Chile Chico. Gracias a su clima es denominada «la perla del lago».
Al 2017 cuenta con una población de 450 habitantes.

## Historia
Puerto Guadal comenzó a poblarse aproximadamente en el año 1918. Ya en el año 1933 hay antecedentes de la instalación de los primeros negocios por parte de los colonos, el cual se abastecía por vía lacustre. En la década de 1940, se realizan inversiones públicas y se instala una escuela rural en la localidad y un retén de carabineros.
Entre 1970 y 1979 fue cabecera de la efímera comuna de Guadal.
Con la apertura de la Carretera Austral la localidad pudo conectarse vía terrestre al resto del territorio.

## Economía local
Puerto Guadal basa su economía en la actividad ganadera ovina y bovina. En los últimos años se han incorporado iniciativas de producción de miel.
La localidad cuenta con servicios de alojamiento turístico formalmente establecidos.
Puerto Guadal es un lugar preferido para la pesca recreativa, siendo los principales puntos de pesca el desagüe del lago, ubicado a sólo 18 km, y el río Baker ubicado a 33 km.
Adicionalmente, se pueden visitar la mina Escondida y la cascada Los Maquis.

## Conectividad y transporte
Puerto Guadal se conecta por tierra por la ruta internacional CH-265 con Chile Chico en la frontera y Los Antiguos en Argentina.
La aldea además posee una buena infraestructura para conectividad aérea a través de varios aeródromos: Punta Baja, ubicado junto a la Ruta 7 en la península de Punta Baja, al lado de la localidad de Río El Canal; el aeródromo Los Leones, localizado poco más al norte del anterior, junto al río Delta o también llamado El León; y el aeródromo Meseta Cosmelli, ubicado al oriente de Puerto Guadal junto a la ruta CH-265, próximo al río Los Maitenes.

## Medios de comunicación

### Radioemisoras

#### FM
- 93.1 MHz - Radio Chelenko
- 100.1 MHz - Radio La Perla del Lago

### Televisión

#### TDT
Canales de televisión en señal abierta digital (TVD) con dial definitiva, aunque sin iniciar las transmisiones en el sector, las cuales son:
- 10.1 - Canal 13 HD
- 10.2 - T13 En Vivo
- 10.31 - Canal 13 One Seg